# IHS

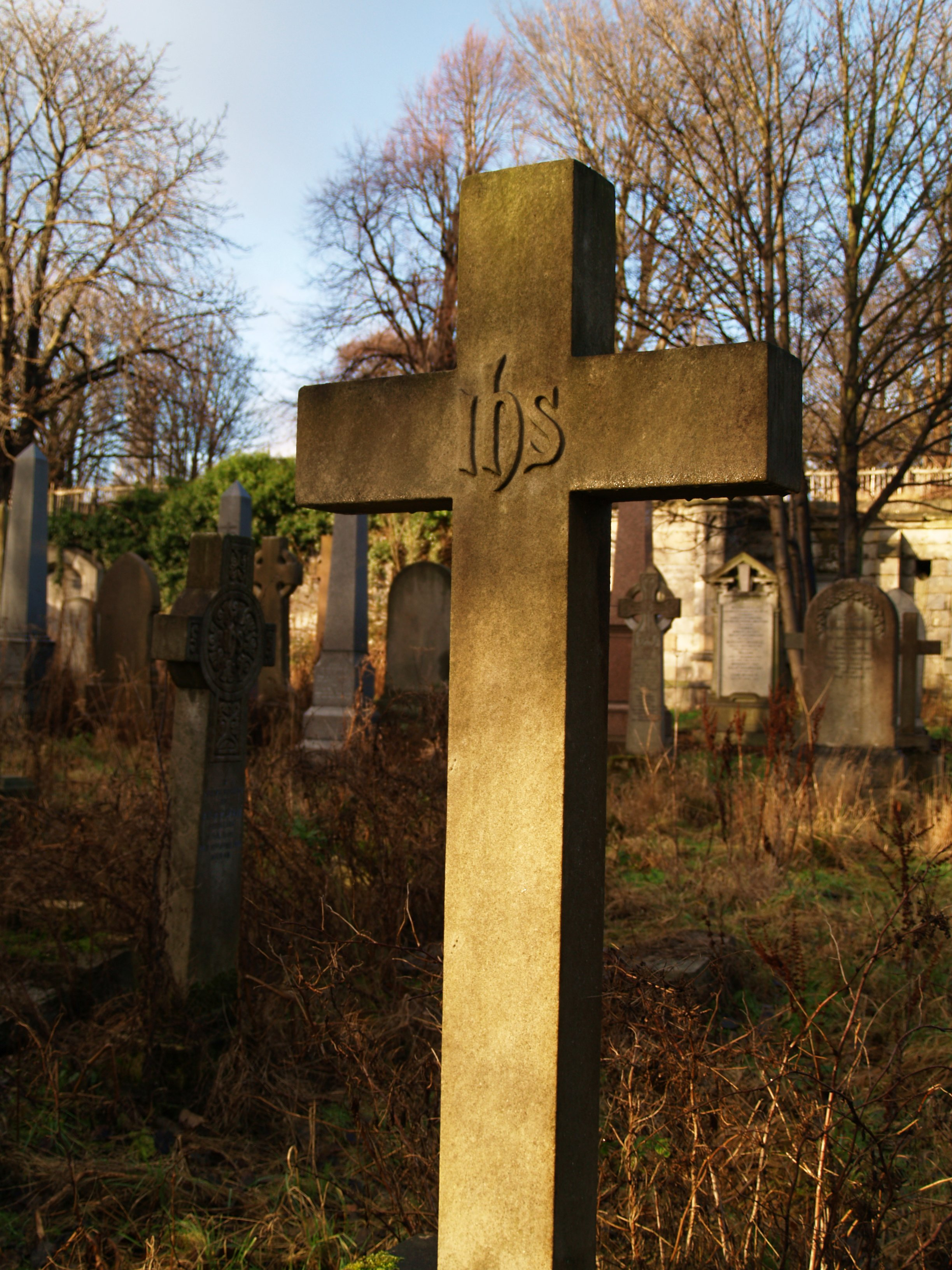
El cristograma col·locat sobre una creu sepulcral

El IHS és un monograma o cristograma, símbol que representa el nom de Jesucrist en forma d'acrònim. Es tracta d'una abreviatura del nom grec IHΣΟΥΣ, Iesoús (Jesús).

IHS en l'escut d'armes del papa Francesc que recorda la seva pertinença a l'orde jesuïta

En l'Església Ortodoxa, el cristograma (o crismó) és compost amb les lletres X i P o I i X, combinades en forma de creu. Són les primeres lletres de les paraules gregues Khristos (Crist) i Iesoús Khristos (Jesucrist).
En la cultura occidental hi ha les combinacions IHS (o bé IHC), que són les inicials (iota-eta-sigma) del nom Jesús en alfabet grec: ΙΗΣΟΥΣ (Ίησοῦς) o ΙΗϹΟΥϹ. L'abreviatura en forma IHS va aparèixer en primera vegada sobre les monedes de Justinià II cap als segles VII-viii.
L'orde dels Jesuïtes, és a dir la Companyia de Jesús (Societas Iesu), va adoptar IHS com el seu emblema al segle xvii. Sembla que el van adoptar perquè en llatí tenia també diverses interpretacions com les següents:
- Iesus Humilis Societas - Companyia Humil de Jesús
- Iesus Hominum Salvator - Jesús, Salvador de l'Home
- In hoc signo [vinces] - Amb aquest signe (venceràs)

Aquestes interpretacions llatines de l'acrònim es van formar probablement perquè a l'edat mitjana s'havia llegit erròniament la lletra grega eta (E) com una H de l'alfabet llatí.
Segons una llegenda, la inscripció del crismó en forma de creu la va veure l'emperador Constantí el Gran en un somni abans de la batalla del Pont Milvi contra Maxenci l'any 312.
Comentaristes hostils a l'Església Catòlica Romana de vegades interpreten l'abreviatura IHS com una derivació dels ídols solars de la religió de l'antic Egipte: Isis, Horus i Seth. No obstant això, no hi ha cap dada científica que confirmi aquesta mena d'interpretació.